# Гарани
Гарани (мкд. Гарани) су насеље у Северној Македонији, у западном делу државе. Гарани припадају општини Кичево.

## Географија
Насеље Гарани је смештено у западном делу Северне Македоније. Од најближег већег града, Кичева, насеље је удаљено 8 km североисточно.
Гарани припадају горњем делу историјске области Кичевија. Село је положено на западним падинама планине Человица, док се западно пружа поље. Надморска висина насеља је приближно 700 метара.
Клима у насељу је умерено континентална.

## Становништво
Гарани су према последњем попису из 2002. године имали 542 становника.
Већинско становништво су Албанци (99%).
Претежна вероисповест месног становништва је ислам.